# Шымкент (аэропорт)
Междунаро́дный аэропо́рт «Шымкент» (каз. Халықаралық Шымкент Әуежайы / Halyqaralyq Şymkent Äuejaiy) — аэропорт города Шымкент, третьего по численности населения города в Казахстане. По итогам 2021 пассажиропоток составил 2,138 млн, что является третьим показателем среди аэропортов в республике. Управляется структурой КТЖ «Airport Management Group». В ноябре 2018 года аэропорт передан из республиканской собственности в коммунальную собственность города Шымкент.
В аэропорту расположена штаб-квартира авиакомпании SCAT. Является одним из ключевых аэродромов бюджетной авиакомпании FlyArystan.

## Расположение
Находится на западной окраине города, на пересечении международных авиатрасс R482, B142, B114, P206, B30; расположен в 100 км от Ташкента, в 450 км от Кызылорды, в 500 км от Бишкека, в 700 км от Алма-Аты. На аэродроме базируются: АО «Аэропорт Шымкент», авиакомпания «SCAT», шымкентский филиал РГП «Казаэронавигация». Аэродром используется также военной авиацией. В окрестностях города Шымкент имеется также спортивный аэродром «Сайрам».

## История
28 марта 1932 года вблизи Чимкента была организована сельскохозяйственная авиабаза, в состав которой входило два лётных отряда (50 самолётов По-2), задачей которых было проведение авиационных работ на территории Алма-Атинской, Джамбульской, Кзыл-Ординской и Чимкентской областей.
В 1933—1940 годах самолётами авиабазы перевозилось ежегодно до 6000 пассажиров и 180 тонн почты.
В 1941 году большинство самолётов и пилотов базы были отправлены на фронты Великой Отечественной войны. В аэропорту осталось два самолета По-2 авиаотряда и 15 самолетов По-2 учебной авиаэскадрильи, которая готовила кадры для военно-воздушных сил.
В 1941 году в Чимкент была эвакуирована Чугуевская военная авиационная школа, в которой была подготовлена и отправлена на фронт не одна сотня молодых пилотов, инструктором которых был Иван Кожедуб. В 1944 году школа перебазирована обратно в г. Чугуев (в составе 6 эскадрилий и 323 самолётов, 1032 человек постоянного состава и 2170 человек переменного состава).
Весной 1947 года аэропорт был перебазирован на новое место. 3 января 1949 года авиаотряду присвоено название «165 авиаотряд спецприменения» (165 АО СП). В 1955 году были получены первые самолёты Ан-2.
В 1958 году создан 158-й лётный отряд (158 ЛО), укомплектованный самолётами Ли-2, Як-12, Ан-2.
20 сентября 1963 года 158-й лётный отряд преобразован в Чимкентский объединённый авиаотряд Казахского управления Гражданской авиации. 27 декабря 1963 года аэропорт был открыт на новом месте (где расположен и сегодня).
В 1965 году, с поступлением самолётов Ил-14, аэропорт перешёл на круглосуточную работу. 21 ноября 1967 года были сданы в эксплуатацию взлётно-посадочная полоса и здание аэровокзала. В 1968 году были открыты регулярные авиарейсы в Москву, Алма-Ату, Сочи на самолётах Ил-18.  В 1969 году создан 309-й лётный отряд (309 ЛО), укомплектованный самолётами Ан-2.
Новый этап в развитии аэропорта начался в 1970 году с введением в эксплуатацию самолётов Ан-24, открылись регулярные рейсы во все областные центры Казахстана. В июле 1975 года был выполнен первый рейс на самолёте Ту-154.
В 1992 году Чимкентский объединённый авиаотряд (состоявший из 158 ЛО и 309 ЛО) расформирован.

### Модернизация

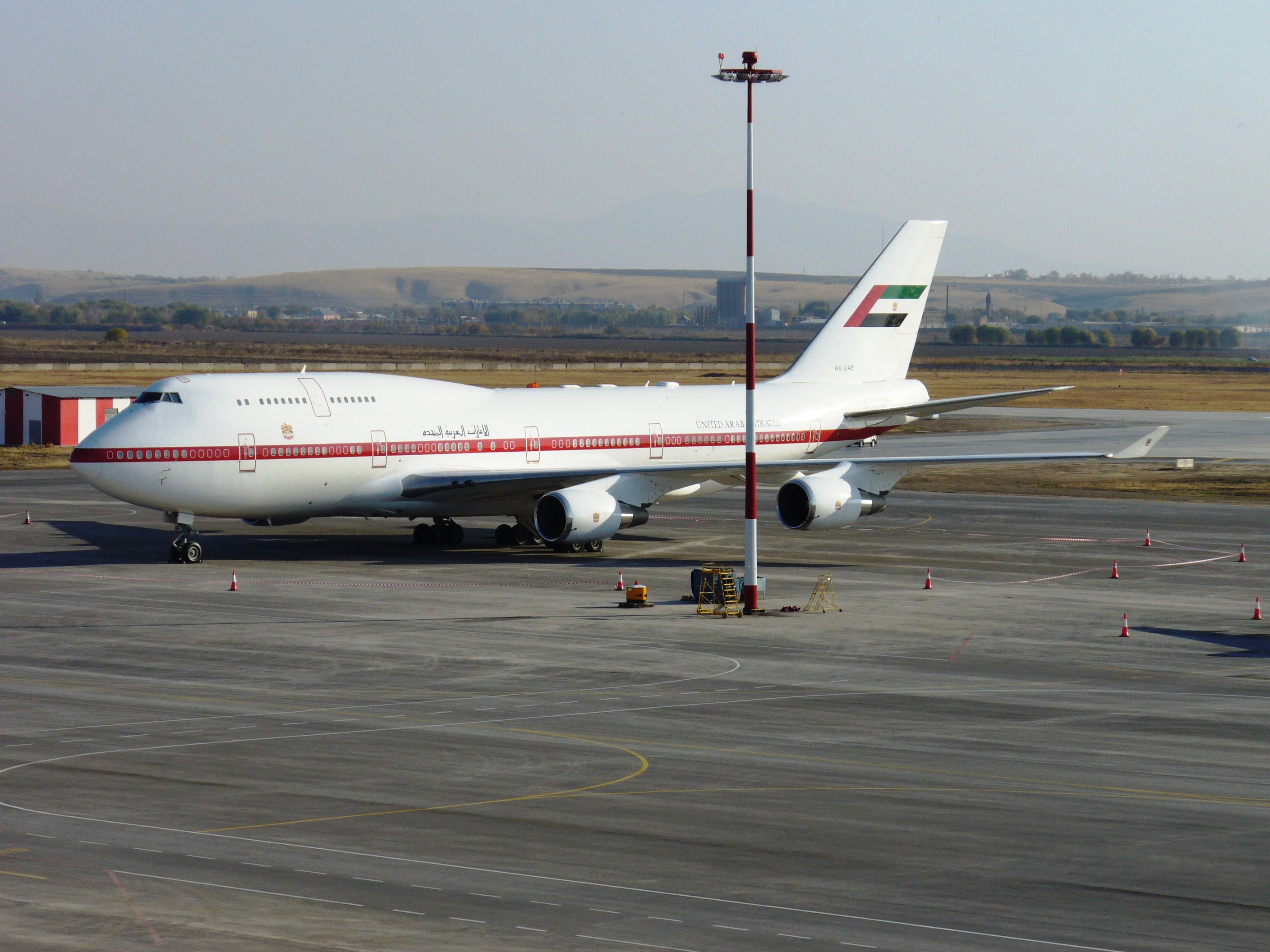
Boeing-747 в аэропорту Шымкента

Построены два новых помещения для войсковой части 55652 под оборудование ближнего и дальнего радиомаяков, работающих при полётах государственной авиации.
В 2007 году выполнены работы по реконструкции взлётно-посадочной полосы, с обоими курсами посадки установлены современные системы посадки СП-90 (со встроенным дальномерным каналом DME/N), светосигнальное оборудование ОВИ-1, метеооборудование производства финской компании «Вайсала», что позволяет принимать воздушные суда любых типов.
В 2008 году из республиканского бюджета на постройку нового аэровокзала было выделено 6,2 млрд тенге. Проектная пропускная способность терминала — 400 пассажиров в час, его площадь — 5380 м². Новый аэровокзал расположится рядом с ныне действующим.
В 2020 году за счёт средств частного инвестора (авиакомпания SCAT) планировалось строительство нового терминала аэропорта общей площадью 35000 м² и пропускной способностью 2000 пассажиров в час. Мощности нового терминала позволят обслуживать до 16 самолётов одновременно.
25 декабря 2024 года состоялось открытие нового терминала аэропорта. В качестве инвестора по строительство нового терминала, перрона, рулежных дорожек и реконструкции привокзальной площади выступила авиакомпания SCAT. Международные рейсы будут доступны в начале 2025 года. С началом выполнения международных рейсов на базе терминала в планах создать крупный авиационный хаб.

## Авиакомпании и направления

### Пассажирские рейсы
По состоянию на 2020 год аэропорт обслуживает рейсы следующих авиакомпаний:

## Показатели деятельности
В период с 2014 по 2021 годы наблюдается внушительный рост пассажиропотока, объёма перевозимых грузов и доходов аэропорта. 
В 2014 аэропорт Шымкента обслужил 440 000 пассажиров. Прибыль аэропорта составила 110 млн тенге ($0,6 млн). В 2018 году аэропорт города Шымкент обслужил 817 тысяч 73 пассажиров и обработал 2 тыс. 830 тонн груза. За 2020 год было перевезено около 1,3 млн пассажиров и 5,9 тыс тонн. Доходы составили 46345,5 млн тенге, в 2021 — 2,138 млн пассажиров и 10400 тонн груза. Доходы составили 83339,8 млн тенге.

### Пассажиропоток
В 2018—2021 годах наблюдается значительный рост пассажиропотока с 817 тыс до 2,1 млн человек. 
| год            | 2014    | 2015    | 2016    | 2017    | 2018    | 2020      | 2021      | 2022      | 2023      | 2024      |
| Пассажиропоток | 440 000 | 550 873 | 621 380 | 811 000 | 817 073 | 1 324 250 | 2 138 500 | 2 976 880 | 1 240 150 | 1 167 040 |

## Принимаемые типыВС
Аэродром класса A, пригоден для приёма воздушных судов всех типов. Классификационное число ВПП (PCN) 50/R/A/X/T.

## Происшествия
Утром 23 февраля 1992 года в аэропорту Шымкента силами казахского отдела «А» был взят штурмом автобус, в котором двое бандитов удерживали в заложниках 13 пассажиров. В ходе штурма никто не пострадал, а оба бандита были убиты.
25 декабря 2012 года в 20 км от аэропорта Шымкент при заходе на посадку потерпел катастрофу самолёт Ан-72 авиации пограничных войск КНБ РК. Погибли все находившиеся на борту 27 человек.